# Maracaí
Maracaí é um município brasileiro do estado de São Paulo. Sua população em 2024 conforme estimativa do IBGE era de 12.826 habitantes. O município é formado pela sede e pelos distritos de Santa Cruz da Boa Vista e São José das Laranjeiras.

## Toponímia
O topônimo significa provavelmente "rio dos chocalhos" ou "rio das maracas" em tupi. Embora existam outras versões, esta é a mais provável, já que o rio Capivara apresentava em seu leito uma infinidade de pedras que ao sofrer o impacto das águas, lembra esse designativo.

## História
Em 4 de maio de 1905, José Gonçalves de Mendonça e Joaquim Gonçalves de Oliveira desceram o rio Capivara em canoas e, fixando na confluência deste rio com o rio Cervo, fundaram um povoado que gradativamente foi se desenvolvendo pelas fecundas terras desta região. Sua padroeira, Nossa Senhora do Patrocínio, foi escolhida em uma reunião de católicos locais. 
O povoado recebeu o nome de Patrocínio das Pitangueiras, sendo elevado à condição de distrito policial do município de Conceição de Monte Alegre. Foi elevado a distrito da paz pela lei nº 1650, de 11 de setembro de 1919, instalado em 17 de janeiro de 1920, e elevado à município em 19 de dezembro de 1924, sendo instalado em 24 de março de 1925. 

## Geografia
Maracaí esta localizada na região fisiográfica da Sorocabana, a 473 km da capital e possui uma área de 543 km². O principal acidente geográfico é o rio Capivara que nasce nas proximidades do município de Lutécia, na região denominada Tabajara, com o mesmo nome de Rio Capivara. Corta ainda o município o Rio do Cervo no centro e o Ribeirão Pitangueiras no Jardim Santa Olga.

### Hidrografia
- Rio Capivara (e represa)
- Rio do cervo
- Rio Paranapanema
- Rio Pitangueira

### Distritos
Santa Cruz da Boa Vista e São José das Laranjeiras

## Demografia
Censo de 2010
População total: 13.344
- Urbana: 12.098
- Rural: 1.246
- Homens: 6.670
- Mulheres: 6.674
- Densidade demográfica (hab./km²): 24,40
- Mortalidade infantil até 1 ano (por mil): 15,28
- Expectativa de vida (anos): 71,53
- Taxa de fecundidade (filhos por mulher): 1,94
- Taxa de alfabetização: 89,42%
- Índice de Desenvolvimento Humano (IDH-M): 0,773
- IDH-M Renda: 0,684
- IDH-M Longevidade: 0,776
- IDH-M Educação: 0,858

(Fonte: IPEADATA)

## Política e administração
A construção do paço municipal (prefeitura) iniciou-se em 28 de maio de 1980, concluído e inaugurado em 19 de dezembro de 1981.

### Prefeitos
1. Cel. Azarias Ribeiro - 24 de março de 1925 a 10 de fevereiro de 1928
2. Alfredo Garcia Duarte - 11 de fevereiro de 1928 a 5 de novembro de 1928
3. Pedro Gonçalves da Mota - 6 de novembro de 1928 a 8 de dezembro de 1930
4. José Severino de Almeida - 10 de dezembro de 1930 a 8 de julho de 1932
5. Aureliano Rodrigues Siqueira - 9 de julho de 1932 a 29 de julho de 1932
6. Pedro Correia Ribeiro - 30 de julho de 1932 a 12 de agosto de 1936
7. Antônio Pereira Oliveira - 12 de agosto de 1936 a 5 de Janeiro de 1938
8. Dr. Afonso Faria Fraga - 6 de Janeiro de 1938 a 10 de abril de 1938
9. Pedro Correia Ribeiro - 11 de abril de 1938 a 30 de julho de 1938
10. Juversino Cunha - 31 de julho de 1938 a 22 de novembro de 1945
11. Wilson Silveira Nogueira 23 de novembro de 1945 a 29 de dezembro de 1945
12. Juversino Cunha 30 de dezembro de 1945 a 29 de setembro de 1946
13. Otto Ribeiro - 28 de setembro de 1946 a 31 de março de 1947
14. Cacilda Prestes - 1 de abril de 1947 a 29 de abril de 1947
15. Abilio Costa Ribeiro - 30 de abril de 1947 a 2 de Janeiro de 1948
16. Otto Ribeiro 3 de Janeiro de 1948 a 3 de dezembro de 1950
17. Carlos Alberto Bergamasco - 1 de Janeiro de 1951 a 30 de dezembro de 1955
18. Antônio José de Carvalho - 1 de Janeiro de 1956 a 31 de dezembro de 1959
19. Douglas Siqueira - 1 de Janeiro de 1960 a 31 de dezembro de 1963
20. Jaime Agulhão - 1 de Janeiro de 1964 a 31 de Janeiro de 1969
21. Douglas Siqueira - 1 de fevereiro de 1969 a 11 de julho de 1972
22. Orlando Blefari - 12 de julho de 1972 a 30 de Janeiro de 1973
23. Antônio Silva Cavalheiro - 31 de Janeiro de 1973 a 31 de Janeiro de 1977
24. Elifaz Demane - 1 de fevereiro de 1977 a 31 de Janeiro de 1983
25. Antônio silva Cavalheiro - 1 de fevereiro de 1983 a 31 de dezembro de 1988
26. Ademio Fetter - 1 de Janeiro de 1989 a 31 de dezembro de 1992
27. Dr. José Roberto Brasil Machado - 1 de Janeiro de 1993 a 31 de dezembro de 1996
28. Antônio Silva Cavalheiro - 1 de Janeiro de 1997 a 31 de dezembro de 2000
29. Antônio Silva Cavalheiro - 1 de Janeiro de 2001 a 31 de dezembro de 2004
30. Roberto de Almeida - 1 de Janeiro de 2005 a 31 de dezembro de 2008
31. Elizabete de Carvalho Fetter - 1 de Janeiro de 2009 a 31 de dezembro de 2012
32. Eduardo Sotana (Tatu) - 1 de Janeiro de 2013 a 31 de dezembro de 2020
33. Paulo Eduardo da Silva (Paulinho da Saúde) - 1 de Janeiro de 2021 - Atual

## Economia
Essencialmente agrícola, a economia do município é sustentada basicamente pelas culturas de soja, milho, trigo e cana-de-açúcar

## Infraestrutura

### Comunicações
O sistema de telefones automáticos foi inaugurado na cidade em 1974 pela Telecomunicações de São Paulo (TELESP), que também implantou o sistema de discagem direta à distância (DDD) em 1982 com o código de área (0183). Anteriormente a cidade era atendida pela Companhia Telefônica Brasileira (CTB).
Na década de 90 o código DDD da cidade foi alterado para (018), para padronização do sistema telefônico com a telefonia celular que estava sendo implantada em todo o estado.

### Educação
2 estaduais, 3 municipais e uma particular

### Saúde
- 1 Hospital beneficente com quarenta leitos;
- 5 Centros de saúde.

## Pessoas ilustres
- Marcos Antônio de Lima - futebolista
- Marinha Raupp - ex-deputada federal e ex-primeira-dama do estado de Rondônia

## Religião
O Cristianismo se faz presente na cidade da seguinte forma:

### Igreja Católica
- A igreja faz parte da Diocese de Assis.[11]

#### Menino da Tábua
A cidade de Maracaí é conhecida por ser a cidade de Antônio Marcelino (Cândido Mota, 1900? - Maracaí, 18 de junho de 1945), conhecido como o Menino da Tábua,  uma personalidade religiosa de devoção popular brasileira, cultuada informalmente pela realização de supostos milagres.

### Igrejas Evangélicas
- Assembleia de Deus Ministério do Belém.[12][13]
- Congregação Cristã no Brasil.[14]
- Igreja Evangélica de Confissão Luterana no Brasil.[15]
- Igreja Presbiteriana Independente do Brasil.[16]